# Presidenti della Provincia di Padova
Elenco dei presidenti dell'amministrazione provinciale di Padova.

## Regno d'Italia (1866-1946)

### Presidenti del Consiglio provinciale (1866-1926)
- Francesco De Lazara (1866-1867)
- Antonio Dozzi (1867-1885)
- Domenico Coletti (1885-1895)
- Tullio Beggiato (1895-1899)
- Antonio Emo Capodilista (1899-1900)
- Bortolo Foratti (1900-1911)
- Alessandro Stoppato (1911-?)

### Presidenti della Deputazione provinciale (1889-1926)
| Nº | Nº | Ritratto | Nome               | Mandato | Mandato | Partito |
| Nº | Nº | Ritratto | Nome               | Inizio  | Fine    | Partito |
| -- | -- | -------- | ------------------ | ------- | ------- | ------- |
| 1  |    |          | Tullio Beggiato    | 1889    | 1895    | ?       |
| 2  |    |          | Luigi Moroni       | 1895    | 1905    | ?       |
| 3  |    |          | Federico Frizzerin | 1905    | 1908    | ?       |
| 4  |    |          | Vittorio Giusti    | 1908    | 1916 ?  | ?       |

## Italia repubblicana (dal 1946)

### Presidenti della Provincia (dal 1951)

#### Eletti dal Consiglio provinciale (1951-1995)
| Nº | Nº   | Ritratto | Nome               | Mandato        | Mandato        | Partito              | Elezione |
| Nº | Nº   | Ritratto | Nome               | Inizio         | Fine           | Partito              | Elezione |
| -- | ---- | -------- | ------------------ | -------------- | -------------- | -------------------- | -------- |
| 1  |      |          | Alberto Marcozzi   | 1951           | 1956           | Democrazia Cristiana | 1951     |
| 1  | 1956 | 1960     | Alberto Marcozzi   | 1956           |                | Democrazia Cristiana |          |
| 2  |      |          | Vittorio Marani    | 1960           | 1965           | Democrazia Cristiana | 1960     |
| 3  |      |          | Marcello Olivi     | 1965           | 1970           | Democrazia Cristiana | 1964     |
| 4  |      |          | Candido Tecchio    | 1970           | 1975           | Democrazia Cristiana | 1970     |
| 5  |      |          | Giorgio Dal Pian   | 1975           | 1980           | Democrazia Cristiana | 1975     |
| 6  |      |          | Giacomo Pontarollo | 1980           | 1985           | Democrazia Cristiana | 1980     |
| 7  |      |          | Franco Frigo       | 15 luglio 1985 | 26 luglio 1990 | Democrazia Cristiana | 1985     |
| 8  |      |          | Lamberto Toscani   | 26 luglio 1990 | 1993           | Democrazia Cristiana | 1990     |
| 9  |      |          | Giuseppe Barbieri  | 1993           | 8 maggio 1995  | Democrazia Cristiana | 1990     |

#### Eletti direttamente dai cittadini (1995-2014)
| Nº | Nº             | Ritratto      | Nome                                      | Mandato         | Mandato         | Partito                 | Coalizione     | Elezione |
| Nº | Nº             | Ritratto      | Nome                                      | Inizio          | Fine            | Partito                 | Coalizione     | Elezione |
| -- | -------------- | ------------- | ----------------------------------------- | --------------- | --------------- | ----------------------- | -------------- | -------- |
| 10 |                |               | Renzo Sacco                               | 8 maggio 1995   | 26 ottobre 1998 | Lega Nord               | LN-PPI-FdV-PdD | 1995     |
|    |                |               | Sergio Porena (Commissario straordinario) | 26 ottobre 1998 | 11 luglio 1999  | —                       | —              | —        |
| 11 |                |               | Vittorio Casarin                          | 11 luglio 1999  | 29 giugno 2004  | Forza Italia            | FI-AN-CCD      | 1999     |
| 11 | 29 giugno 2004 | 8 giugno 2009 | Vittorio Casarin                          | FI-UdC-AN-LN    | 2004            | Forza Italia            |                |          |
| 12 |                |               | Barbara Degani                            | 8 giugno 2009   | 14 aprile 2014  | Il Popolo della Libertà | PdL-LN         | 2009     |

#### Eletti dai sindaci e consiglieri della provincia (dal 2014)
| Nº | Ritratto | Ritratto | Nome            | Mandato           | Mandato         | Partito                         | Elezione |
| Nº | Ritratto | Ritratto | Nome            | Inizio            | Fine            | Partito                         | Elezione |
| -- | -------- | -------- | --------------- | ----------------- | --------------- | ------------------------------- | -------- |
| 13 |          |          | Enoch Soranzo   | 13 ottobre 2014   | 31 ottobre 2018 | Fratelli d'Italia               | 2014     |
| 14 |          |          | Fabio Bui       | 31 ottobre 2018   | 12 giugno 2022  | Partito Democratico             | 2018     |
| 15 |          |          | Sergio Giordani | 10 settembre 2022 | in carica       | Indipendente di centro-sinistra | 2022     |